# Osaro Jürgen Rich
Osaro Jürgen Rich Igbineweka (Lubecca, 22 luglio 1998) è un cestista tedesco.